# 西寺町 (津山市)
西寺町（にしてらまち）は岡山県津山市にある地名。郵便番号は708-0045。

## 地理
吉井川に注ぐ藺田川の西に位置する。西は小田中、茅町、東は西今町、南新座、南は鉄砲町、新茅町、茅町に接する。なお対となる東寺町などは津山市内には存在しない。名前の通り寺の非常に多い町である。

## 歴史

### 沿革
- 1889年6月1日 - 町村制施行により、津山城下町の西寺町他、宮川以西の町が合併して西北条郡津山町となる。
- 1900年4月1日 - 津山町が東南条郡津山東町を編入するとともに、西北条郡が西西条郡、東南条郡、東北条郡と合併し、苫田郡津山町となる。
- 1923年4月1日 - 苫田郡林田村が町制・改称、津山東町となる。
- 1929年2月11日 - 津山町が周辺の町村と合併し、市制施行し、津山市となる。

## 世帯数と人口
2021年（令和3年）1月1日現在の世帯数と人口は以下の通りである。
| 町丁   | 世帯数  | 人口  |
| ------ | ------- | ----- |
| 西寺町 | 104世帯 | 195人 |

## 小・中学校の学区
市立小・中学校に通う場合、学区は以下の通りとなる。
| 番地 | 小学校           | 中学校               |
| ---- | ---------------- | -------------------- |
| 全域 | 津山市立西小学校 | 津山市立津山西中学校 |

## 交通
国道、県道は走っていない。

## 施設
- 福泉寺
- 泰安寺
- 愛染寺
- 本行寺
- 長安禅寺
- 妙法寺
- 寿光寺
- 大圓寺
- 妙勝寺
- 成道寺
- 光厳寺